# Julius von Jasmund
Karl Albert Julius Helmut von Jasmund (* 20. September 1827 in Wittenberg; † 23. Dezember 1879 in Berlin) war ein deutscher Historiker, Diplomat (u. a. deutscher Botschafter in Ägypten) und Journalist.

## Leben

### Herkunft und Familie
Julius von Jasmund stammte aus dem Adelsgeschlecht Jasmund. Sein Vater war der preußische Landrat und Major Karl Friedrich Wilhelm Heinrich von Jasmund (1782–1847), seine Mutter Albertine, geb. von Schlieben (1800–1850). 1854 heiratete er in Berlin Antonie Mathilde von Gelbke (1825–1892), mit der er eine Tochter Elsbeth (1859–1824), hessische Hofdame und Stiftsdame im Stift Keppel, hatte.

### Karriere
Er besuchte das Gymnasium Schulpforta und studierte Geschichte und Staatswissenschaft in Berlin und Halle und promovierte in Halle zum Dr. phil. 1858/59 war er Direktor der Zentralstelle für Preßangelegenheiten im preußischen Staatsministerium und ab 1859 zweiter und später erster Sekretär der preußischen Gesandtschaft im Bundestag in Frankfurt am Main. 1864 wurde er Gesandtschaftsrat und 1866 bis 1868 war er Legationsrat und Kommissar in der Liquidationskommission in Frankfurt. Danach war er im Auswärtigen Amt und ab 1870 Generalkonsul des Norddeutschen Bundes für Ägypten mit Sitz in Alexandria (ab 1871 des Deutschen Reichs). Das blieb er bis zur Ernennung zum Geheimen Legationsrat 1875, wonach er in der Politischen Abteilung des Ministeriums für auswärtige Angelegenheiten in Berlin war.
Er gab verschiedene mittelalterliche Quellen in deutscher Übersetzung heraus in der Reihe Die Geschichtschreiber der deutschen Vorzeit (Nithard, Ruotger von Köln, Annalen von St. Bertin und St. Vaast, Thegan). 1855/56 gab er Aktenstücke zur orientalischen Frage in zwei Bänden heraus.
1851 bis 1858 war er Redakteur und dann Leiter des Preußischen Wochenblatts.